# Вільяермоса-дель-Ріо
Вільяермоса-дель-Ріо, Вілафермоза (ісп. Villahermosa del Río (офіційна назва), валенс. Vilafermosa) — муніципалітет в Іспанії, у складі автономної спільноти Валенсія, у провінції Кастельйон. Населення — 456 осіб (2010).

## Географія
Муніципалітет розташований на відстані близько 280 км на схід від Мадрида, 40 км на північний захід від міста Кастельйон-де-ла-Плана.
На території муніципалітету розташовані такі населені пункти: (дані про населення за 2010 рік)
- Бібіох: 1 особа
- Ель-Карбо: 12 осіб
- Льяно-де-ла-Каньяда: 37 осіб
- Ла-Р'єра: 28 осіб
- Вільяермоса-дель-Ріо: 378 осіб

## Демографія
Динаміка населення (INE ):

## Галерея зображень

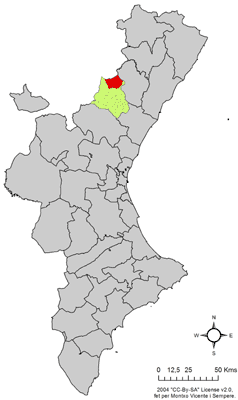
Розташування муніципалітету Вільяермоса-дель-Ріо у автономній спільноті Валенсія
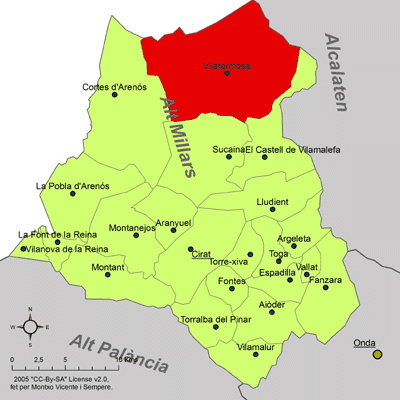
Розташування муніципалітету Вільяермоса-дель-Ріо у комарці Альто-Міхарес